# Éric Boullier
Éric Boullier (Laval, Francuska, 9. studenog 1973.), trenutačni je direktor momčadi McLarena u Formuli 1, a bivši direktor Lotusa i nekadašnji potpredsjednik ugaslog Udruženja momčadi Formule 1 (FOTA-e). 

## Karijera
Diplomirao je aeronautiku i razvoj svemirskih letjelica na privatnom zrakoplovnom sveučilištu IPSA-i (Institut polytechnique des sciences avancées). Zapošljava se 2002. kao glavni inženjer Racing Engineeringa i pomaže momčadi u osvajanju Renaultovog „World Seriesa”. Boullier se zatim zaposlio u DAMS-u, francuskoj trkaćoj momčadi, radivši u kategorijama F3000 i Le Mans. 
Krajem 2008. Boullier postaje izvršni direktor tvrtke Gravity Sports Management. Nakon što je krajem 2009. vlasništvo nad Renaultom F1 preuzela luksemburška ulagačka tvrtka Genii, novi većinski vlasnik Gerard Lopez imenovao ga je glavnim direktorom. Tijekom 2011. predstavnici konstruktorâ izabrali su ga na mjesto FOTA-inog potpredsjednika, a 2012. ostao je na mjestu direktora Renaulta nakon što je ista preimenovana u Lotus F1 Team.
24. siječnja 2014. podnosi ostavku na mjesto voditelja Lotusove momčadi, a samo pet dana poslije Ron Dennis postavlja ga na mjesto voditelja utrka u McLarenu.

## Vanjske poveznice
- Profil Érica Boulliera na Twitteru